# ファズルリハク・ハレキヤル
ファズルリハク・ハレキヤル（فضل حق خالقيار、Fazal Haq Khaliqyar、1934年 - 2004年7月16日）は、アフガニスタンの政治家。ムハンマド・ナジーブッラー政権の首相。アフガニスタン民主共和国英雄。

## 経歴
ヘラートの大地主の家庭に生まれる。タジク人。ヘラートの貴族学校、1958年にカーブル大学経済学部を卒業し、アメリカに留学した。
- 1958年～1960年 – 計画省職員
- 1962年～1963年 – 内務省職員
- 1965年～1966年 – 通信省職員
- 1966年～1968年 – カーブル州財務局長
- 1969年～1971年 – 財務省行政局長
- 1971年～1972年 – バグラーン州知事
- 1972年～1978年 – 財務次官
- 1978年～1980年 – 財務省官房長
- 1980年～1985年 – 財務第一次官

1985年12月28日、財務・経済問題担当の無任所相。1987年からヘラート州知事と北西地帯全権代表を兼任。
1990年4月、ムジャーヒディーン部隊のムハンマド・ナジーブッラー政権への帰順式典時、テロ攻撃により重傷を負う。1990年5月8日～1992年、首相。

## パーソナル
妻帯、2児を有する。長男は、ムジャーヒディーンとの関係の嫌疑で短期間逮捕された。次男は、1980年代末に西ドイツに留学。
アフガニスタン民主共和国英雄（1987年）。